# Die Nahrung der Zukunft
Die Nahrung der Zukunft von Hans Dominik ist eine Erzählung aus dem Bereich Genre der Zukunftsliteratur.
Die Nahrung der Zukunft ist eine technisch-wissenschaftliche Zukunftsgeschichte, die 1907 in der jährlich erscheinenden Buchreihe: „Das Neue Universum“ abgedruckt wurde. Sie erschien dort auf den S. 335–356 in acht Unterabschnitte unterteilt.

## Kurze Inhaltsangabe
In dieser Geschichte wird die Lösung des Nahrungsmittelproblems der Zukunft erzählt. Es wird auf wissenschaftlich-technische Problembehebung gesetzt, wobei letztlich die Chemie die Lösung bringt. Interessant sind die Sicht aus dem Jahre 1907 und die Ideen, wie man versucht, Lösungen zu schaffen. Auch von großem Interesse dürften die vielen Vorhersagen sein, die so oder so ähnlich eingetroffen sind.

## Ausführliche Inhaltsangabe
Die Handlung ist gegen Ende des zwanzigsten Jahrhunderts angesiedelt. Sie beginnt in einem Gymnasium, wo die Schüler zur Entwicklung des Menschen vom Sammler und Jäger bis in die heutige Zeit Auskunft geben sollen und dabei die Nahrungsversorgung von entscheidender Bedeutung für die Fortentwicklung der Menschheit sich herauskristallisiert. Dabei wird es in der Diskussion in der Schulklasse sehr schnell klar, dass es mit den althergebrachten Methoden nicht möglich ist, die Menschheit mit genügend Nahrung zu versorgen. Anschließend wird geschildert, wie zwei Jungen aufs Land fahren und die neue Landwirtschaft mit ihren zukünftigen Maschinen erleben. (Aus der Sicht von 1907 werden zum Beispiel ein Mähdrescher, ein Pflug mit Düngemaschine, verschiedene Erntemaschinen, eine Jätmaschine und eine Sämaschine beschrieben, die in unserer heutigen Zeit in etwas abgewandelter Form zum Alltag gehören. Von großem Interesse dürfte sein, wie genau Dominik die Technik beschreibt und wie die Technik heute ist. Des Weiteren wird das Treibstoffproblem angesprochen, was durch die Waldnutzung (Bäume – Zellulose – Spiritus) oder direkte chemische Herstellung gelöst wird. Anschließend wird in der Schule ein Versuch im Bereich der organischen Chemie beschrieben, um aus Zellulose in Verbindung mit elektrischem Strom und Magnetismus Stärke herzustellen. Es wird ein Übergang von der mechanischen zur industriellen Herstellung von Nahrung geschildert, in dem Szenario werden schließlich überall auf dem Land Fabriken gebaut, um die Nahrungsversorgung der Menschheit zu sichern. Die Handlung schreitet in der Geschichte um Jahre weiter und es wird als Problemlöser (weitere sichere Nahrungsmittelversorgung) die Herstellung von Stärke beschrieben; da der Wald nicht mehr ausreicht zur Versorgung der Stärkefabriken, wird von Holz auf indische Zellulosepflanzen umgestellt. Diese Pflanzen wachsen in zwei Jahren über zwei Meter, sind armdick und man kann die Blätter als Viehfutter benutzen. Die Stämme werden als Zelluloselieferant benutzt. Auch andere organische Stoffe werden zur Zellulosegewinnung verwendet, wie Stroh als Abfall der Getreidegewinnung oder Torf. Es wird bereits spekuliert, Stärke aus Kohle zu gewinnen. Einer der beiden Jungen geht nun auf die Universität, die Zeit schreitet wieder um 5 Jahre vorwärts. Auf dieser lehrt der ehemalige Lehrer, der durch seine Versuche eine Professur bekommen hat, Dr. Bunsen. Hier wird man Zeuge eines Versuches im Universitärlaboratorium, mithilfe von Elektrizität (Induktorium), Ätherwellen, Strahlen, Gleichstrom (pulsierend), Kohlensäure, Wasser und Chlorophylls entsteht ein Kohlenhydrat, Stärke. Es waren viele Versuche notwendig, bis endlich Erfolg eintrat. Die Nutzung der Kohle (auch die Abfallprodukte der Kohleenergiegewinnung konnten nun verwertet werden – Kohlensäure, saubere Elektrizitätswerke) zur Stärkegewinnung war geglückt. Und der entscheidende Satz von Prof. Dr. Bunsen wird ausgesprochen:
„Die Wissenschaft wird alle speisen, die heute noch an der Tafel des Lebens hungrig bleiben müssen.“
Wieder ein paar Jahre später wird die Erfindung verfeinert und hat den großen Durchbruch erzielt, die Landwirtschaft verändert sich, es gibt mehr Viehzucht, die teilweise von Stärke ernährt wird. Die Menschheit lebt in Wohlstand, und es geht ihr gut. Der ehemalige Schüler von Prof. Dr. Bunsen beginnt an seiner Doktorarbeit zu arbeiten (Chemie), doch davor besuchen sie den anderen ehemaligen Schüler, der zu seinem Vater aufs landwirtschaftliche Gut gegangen ist. Der alte ehemalige Inspektor ist Pensionär und die Landmaschinen (auf die er so stolz war) sind verschwunden, er ist traurig und vertraut der Chemie nicht, er möchte weiterhin natürliche Lebensmittel essen. Anschließend beweist der Professor dem ehemaligen Inspektor, dass auch in seinem natürlichen Mehl nur Kohle steckt. Danach wird auch Fleisch in seine chemischen Verbindungen zerlegt, was natürlich der alte Inspektor überhaupt nicht gut findet. Damit soll an sich der Beweis erbracht werden, dass alle natürlichen Substanzen auf chemischen Verbindungen beruhen und Nahrung jeder Art chemisch erzeugt werden kann, wenn man nur lange genug forscht. Der Schüler, der Chemie studiert, hat seinen Doktor gemacht. Es wird in der weiteren Geschichte der chemische Aufbau der Stoffe erklärt (Moleküle, Atome) und die Probleme der Chemie bei der Erforschung, außerdem werden erste Erfolge der Chemie im sehr frühen 20. Jahrhundert geschildert (chemische Erzeugung von Indigofarbstoff aus Teer, erste Erfolge im Bereich der chemischen Eiweißerzeugung – Peptine und Peptone). Dann wird über die Zukunft der Eiweißerforschung berichtet (Hühnereiweiß, später Blut und Fleisch). Schließlich stellt der ehemalige Schüler, der jetzt Doktor der Chemie ist, ein künstliches Hühnerei her (Eiweiß, Eigelb, Schale), um es später dem alten pensionierten Inspektor zu schenken. Der junge Doktor der Chemie besucht das landwirtschaftliche Gut wieder und auch den alten Inspektor und überreicht ihm das künstliche Hühnerei, dieser wie immer sehr skeptisch, was künstliche Lebensmittel betrifft. Es kommt die philosophische Frage auf, dass es eben doch einen Unterschied zwischen künstlicher Stärke und z. B. einem Getreidekorn gibt, aus dem Getreidekorn kann neues Getreide wachsen, aus künstlicher Stärke eben nicht, genauso verhält es sich mit dem künstlichen Eiweiß und dem natürlichen Hühnerei. (Nach dem Ausbrüten schlüpft eben ein Küken und außerdem gibt es noch verschiedene Hühnerrassen mit verschiedenen Merkmalen.) Ein natürliches frisches Hühnerei lebt.